# Nanostrangalia emeishana
Nanostrangalia emeishana är en skalbaggsart som beskrevs av Holzschuh 1991. Nanostrangalia emeishana ingår i släktet Nanostrangalia och familjen långhorningar. Inga underarter finns listade i Catalogue of Life.